# Ранняя валлийская поэзия
Под ранней валлийской поэзией (валл. Y Cynfeirdd, дословно «первые поэты») понимают самый ранний период в истории валлийской литературы, от которого до нашего времени дошли письменные свидетельства. Обычно к нему относят в первую очередь поэзию VI века (Yr Hengerdd, «древняя поэзия»), сохранившуюся в более поздней записи, но в некоторых источниках в период Cynfeirdd включается и поэзия более позднего времени — до наступления эпохи «Поэтов принцев» (Beirdd y Tywysogion, или Gogynfeirdd «поэты после первых»). Период между древнейшей поэзией и «Поэтами принцев» иногда называют «Поэзия перерыва» (Canu'r Bwlch).
Среди ранних поэтов выделяются в первую очередь Анейрин и Талиесин. К известным произведениям этого периода относится и Armes Prydein («Пророчество Британии») — патриотическое стихотворение, призывающее выгнать саксов из страны (составлено около 930 года). Известны также цикл Лливарха Старого и Хелед. Кроме того, к древнейшему периоду относятся некоторые стихотворения, сохранившиеся в Чёрной Книге из Кармартена, Красной Книге из Хергеста и Хендрегадредской рукописи.

## Древнейший период
Первые валлийские (точнее, бриттские) поэты, чьи имена нам известны, — Анейрин, Талиесин, Блухвард, Талхайарн (Тад Авен) и Киан, однако сохранились только произведения первых двух. Этот период называют «древнейшей поэзией», или Yr Hengerdd. Все поэтические произведения этого периода вначале бытовали только устно и записаны были гораздо позже.
Анейрин и Талиесин были придворными поэтами правителей Уэльса и бриттского Древнего Севера, жившими в VI веке. Их творчество — яркий образец героической поэзии, они воспевают славную жизнь и смерть воинов и восхваляют своих патронов: Минидога Муйнваура (Анейрин) и Уриена (Талиесин). Такая поэзия имеет давние корни, восходя как минимум к общекельтской (а реально — к индоевропейской героической традиции). Героическая тематика, хотя и не пребывая неизменной, оставалась важным элементом валлийской поэзии до периода Поэтов знати (Beirdd yr Uchelwyr).

## Период перерыва
Период между VI веком (на которые приходится floruit древнейших поэтов) и XI иногда называется «временем перерыва» (Y Bwlch). Среди тех немногих имён, что из этого времени сохранились, можно назвать Авана Вердига, Арована, Мейгана и Дигиннелу. Их поэзия, однако, не сохранилась. Авторство стихов, приписываемых Лливарху Старому и Хелед, также спорно. В Книге Талиесина содержится большое количество материала, который в основном, как показал Ивор Уильямс, не связано с «историческим» Талиесином VI века. Однако часть его всё же восходит к этому времени «перерыва», главным образом к X веку (в частности, «Пророчество Британии»). К нему же, вероятно, относятся стихотворения из Чёрной Книги из Кармартена, связываемые с именем Мерлина.
Среди произведений этого периода можно отметить гимн «Пророчество Британии», стихотворения о природе, религиозную поэзию, краткие энглины о героях (Энглины могил, Englynion y Beddau) и гномические стихи. Об авторстве этих произведений сведений никаких нет. К этому времени, вероятно, восходят и Триады острова Британия, хотя известную нам форму они приняли позже.